# Институт Монро
Институт Монро (ИМ) — является некоммерческой организацией саморазвития и исследования человеческого сознания. На протяжении последних трех десятилетий многие люди принимали участие в программах института и/или использовали Hemi-Sync технологию для различных целей, включая медитацию, осознанные сновидения и дистанционное видение.
Как утверждает сам институт, программы обучения направлены на развитие человека через минимальное искажение его восприятия, и отказ от каких-либо убеждений со стороны религии, политической и социальной политики.
ИМ был основан Робертом Монро после того, как у него начались «выходы из тела», известные как внетелесный опыт. Институт состоит из нескольких зданий, расположенных на земле, принадлежащей семье Монро в штате Виргиния. Деятельность института основана на различных методах обучения, базирующихся на Hemi-Sync, в целях расширения сознания и изучения областей сознания, которые обычно не доступны в состоянии бодрствования.
В 1978 году, армия США решила отправить нескольких офицеров для прохождения тренинга по ВТО в Институте Монро. В 1983 было принято решение отправить еще нескольких офицеров.
В последней книге Роберта Монро («Окончательное путешествие») в разделе «Об авторе» сказано, что Роберт Монро управляет институтом после смерти «оттуда».

## История института
Первоначально Институт Монро был отделом разработок и исследований при частной корпорации, которая специализировалась на создании радиопрограмм. В середине 50-х годов мы занялись изучением методов ускоренного обучения во сне с помощью звуковых сигналов. К 1968 году были разработаны звуковые средства, благодаря которым можно было не только поддерживать бодрствование и сосредоточенность разума, но и, напротив, погружать человека в сон. В том же году было сделано открытие, полностью изменившее всю дальнейшую деятельность отдела: мы выяснили, что определенные звуковые сигналы способны вызывать различные состояния сознания, не характерные для обычного человеческого разума. В 1971 году отдел разработок и исследований превратился в Институт Монро. В 1976 году организация психологов из Исалена предложила Институту продемонстрировать свою методологию на семинаре в Биг-Сюр, Калифорния. За этим последовали другие семинары, и вскоре мы создали отдел образования, который занимался разработкой и организацией обучающих программ. В 1979 году Институт переехал и разместился там, где находится до сих пор: к подножиям Голубого хребта в штате Виргиния. На территории Института находятся жилой центр (который позже получил название Центр имени Нэнси Пенн), исследовательская лаборатория, лекционный зал и классы для практических занятий — все эти подразделения предназначены для осуществления уникального обучения по разработанным методикам. Каждый участник программы получает в своё распоряжение отдельную УКОС (управляемую камеру с оптимальной средой), где и проходят обучающие сеансы. К 1993 году более семисот человек прошли постоянно развивающуюся программу под названием «Открытые Врата». Кроме того, Институт регулярно проводит свои программы и отдельные семинары на всей территории Соединенных Штатов и в других странах мира. Разработаны особые формы заочного обучения, основанные на обучающих пособиях, наборах аудиокассет и компакт-дисков.— Р. А. Монро. «Окончательное путешествие»

## Открытые врата
Основной программой института является Gateway Voyage. Программа с помощью бинауральных ритмов помогает достичь опыта и переживаний в ИСС (измененном состоянии сознания) благодаря исследованию т. н. фокусов. Программа «Открытые врата» существует в двух формах — шесть дней интенсивных тренировок в институте или минималистичный набор дисков (Gateway Experience).
Участники занимают т. н. УКОС (управляемые камеры с оптимальной средой), изолированные от внешних воздействий, в которых постоянно поддерживается оптимальная обстановка для получения опыта ИСС, после чего через наушники слушают аудиозаписи бинауральных ритмов с комментариями диктора.
Также, Институт Монро предоставляет программу по организации выездных упражнений. Аккредитованные участники предыдущих программ перемещаются по миру, чтобы организовать сессии для всех желающих.

## Исследования
Исследования, проводимые в институте, позволяют предположить, что технология, используемая в программах является эффективным дополнением к обезболивающим препаратам, а также может уменьшить время пребывания в больнице. Также, институт публикует научные статьи, базирующиеся на исследованиях измененных состояний сознания. В лаборатории, находящейся на территории института, эти состояния, называемые «фокусными уровнями» (или просто «фокусами»), обычно достигаются при применении сигналов Hemi-Sync для достижения состояния релаксации, а также голосовых команд операторов. Продвижение в ИСС определяется и измеряется с помощью анализа температуры тела и кожно-гальванического рефлекса.